# Indigofera intricata
Indigofera intricata är en ärtväxtart som beskrevs av Pierre Edmond Boissier. Indigofera intricata ingår i släktet indigosläktet, och familjen ärtväxter. Inga underarter finns listade i Catalogue of Life.